# Japanisches Kaiserhaus

Standarte der kaiserlichen Familie

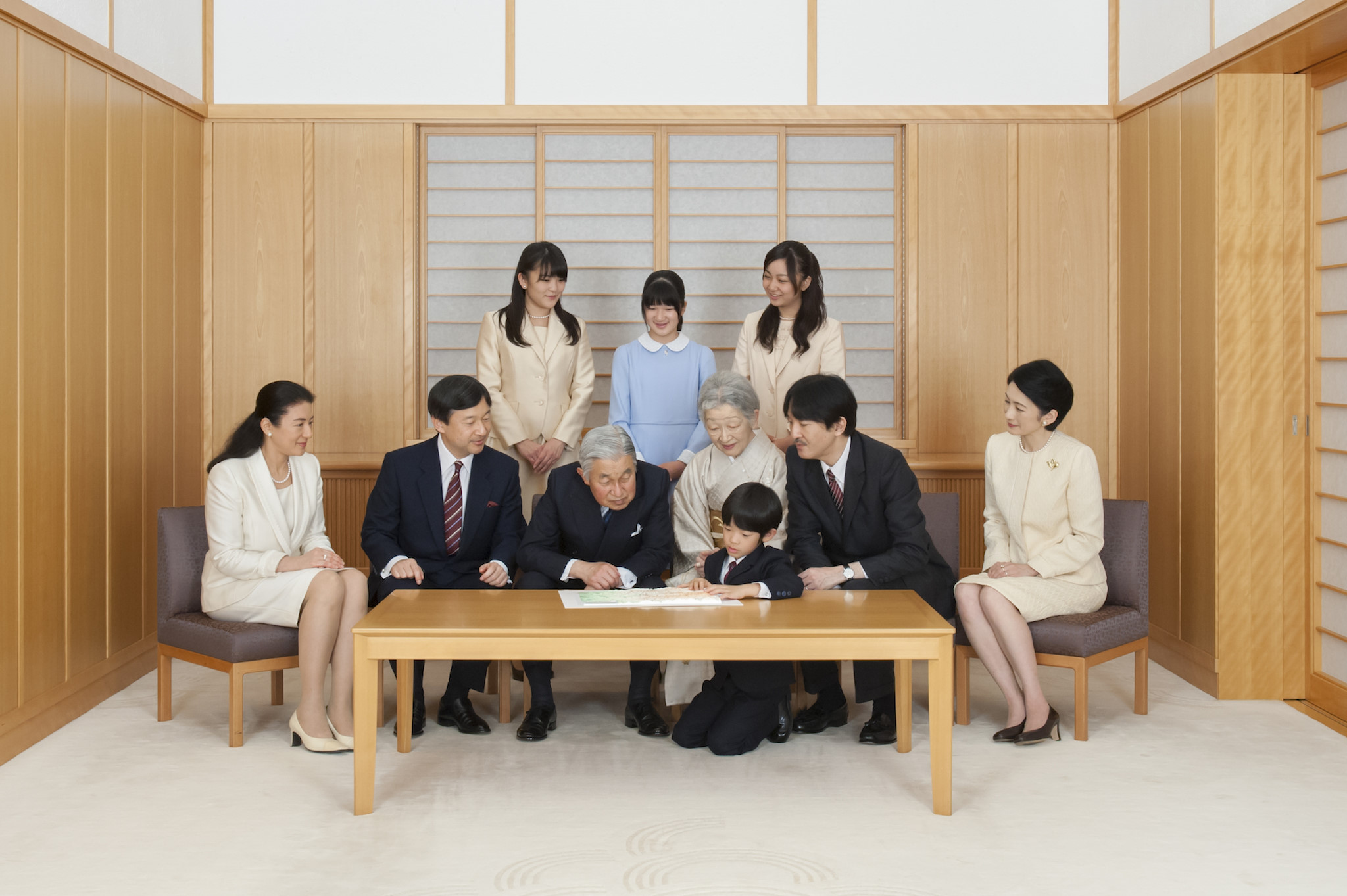
Der enge Kreis der kaiserlichen Familie im November 2013. V. l. n. r.: Masako, Naruhito, Akihito, Michiko, Fumihito und Kiko. Hinten: Mako, Aiko und Kako. Vorne: Hisahito.

Das Japanische Kaiserhaus (jap. 皇室, kōshitsu; synonym auch Kaiserhof und Kaiserliche Familie; ein alternatives Wort, das auch Kaiserhaus bedeutet, ist 天皇家, tennōke) umfasst die Mitglieder der Familie des amtierenden Tennō, die repräsentative öffentliche Aufgaben übernehmen, sowie deren minderjährige Kinder. Nach der aktuellen Japanischen Verfassung ist der Tennō das Symbol des Staates und der Einheit des Volkes. Die anderen Mitglieder der kaiserlichen Familie übernehmen zeremonielle und soziale Aufgaben, haben aber keine Funktion in den Angelegenheiten der Regierung.
Die japanische Monarchie ist die älteste ununterbrochene Erbmonarchie der Welt. Das Kaiserhaus erkennt 126 legitime Monarchen seit der Thronbesteigung von Jimmu-tennō an. Als Ahnherrin gilt die Sonnen-Kami Amaterasu-ō-mi-kami, die Jimmu den Auftrag und die Berechtigung zur Beherrschung Japans gegeben haben soll.
Die meisten Historiker schreiben den ersten vierzehn Tennō (Jimmu-tennō bis Chūai-tennō) eher legendären denn historischen Charakter zu. Der momentan regierende Tennō, Naruhito, ist der 126. Monarch der offiziellen Chronologie.

## Mitglieder der Kaiserlichen Familie

### Aktuelle Mitglieder
Das Gesetz über die kaiserliche Familie aus dem Jahr 1947 definiert die Kaiserliche Familie als: Die Kaiserin (皇后, kōgō), die Kaisermutter (皇太后, kōtaigō), die Kaisergroßmutter (太皇太后, tai-kōtaigō); der Kronprinz (皇太子, kōtaishi) und seine Gemahlin, der Kaiserliche Enkel, der Thronfolger (皇太孫, kōtaison) und seine Gemahlin, die shinnō (親王) und ihre Ehepartner, die naishinnō (内親王); die Ō (王) und ihre Ehepartner, und die nyoō (女王). Die legitimen Kinder und Enkel der männlichen Linie des Kaisers sind shinnō (Kaiserliche Prinzen) bei Männern und naishinnō (Kaiserliche Prinzessinnen) bei Frauen. Weiter entfernte Nachkommen der männlichen Linie sind Ō (Prinzen) oder nyoō (Prinzessinnen). Siehe unten für mehr Informationen zu diesen Titeln.
Nachdem im Oktober 1947 elf Familien aus dem Kaiserhaus entfernt wurden, ist die Mitgliedschaft im Kaiserhaus effektiv auf die Nachkommen in der männlichen Linie des Taishō-tennō reduziert, wobei Frauen, die außerhalb des Kaiserhauses und ihrer Nachfahren geheiratet haben, ausgeschlossen werden.
Der Kaiser und die Kaiserin
| Anrede, Titel und Eigenname                | Geburtsdatum     | Anmerkungen                                           | Bild            |
| ------------------------------------------ | ---------------- | ----------------------------------------------------- | --------------- |
| Seine Kaiserliche Majestät Kaiser Naruhito | 23. Februar 1960 | Sohn von Akihito und Michiko, Kaiser seit 1. Mai 2019 | Kaiser Naruhito |
| Ihre Kaiserliche Majestät Kaiserin Masako  | 9. Dezember 1963 | Gattin des Kaisers                                    | Kaiserin Masako |

Der emeritierte Kaiser und die emeritierte Kaiserin
| Anrede, Titel und Eigenname                                | Geburtsdatum      | Anmerkungen                                                                               | Bild    |
| ---------------------------------------------------------- | ----------------- | ----------------------------------------------------------------------------------------- | ------- |
| Seine Kaiserliche Majestät der emeritierte Kaiser Akihito  | 23. Dezember 1933 | Sohn von Kaiser Hirohito und Kaiserin Kōjun, Kaiser vom 7. Januar 1989 bis 30. April 2019 | Akihito |
| Ihre Kaiserliche Majestät die emeritierte Kaiserin Michiko | 20. Oktober 1934  | Gattin des emeritierten Kaisers                                                           | Michiko |

Zweig Toshi
| Anrede, Titel und Eigenname             | Geburtsdatum     | Anmerkungen                          | Bild            |
| --------------------------------------- | ---------------- | ------------------------------------ | --------------- |
| Ihre Kaiserliche Hoheit Prinzessin Aiko | 1. Dezember 2001 | Tochter des Kaisers und der Kaiserin | Prinzessin Aiko |

Zweig Akishino
| Anrede, Titel und Eigenname                 | Geburtsdatum       | Anmerkungen                                                                   | Bild                    |
| ------------------------------------------- | ------------------ | ----------------------------------------------------------------------------- | ----------------------- |
| Seine Kaiserliche Hoheit Kronprinz Fumihito | 30. November 1965  | Rang 1 in der Thronfolge, Bruder des Kaisers und Schwager der Kaiserin        | Kronprinz Akishino      |
| Ihre Kaiserliche Hoheit Kronprinzessin Kiko | 11. September 1966 | Gattin von Kronprinz Fumihito                                                 | Kronprinzessin Akishino |
| Ihre Kaiserliche Hoheit Prinzessin Kako     | 29. Dezember 1994  | Tochter von Kronprinz Fumihito und Kronprinzessin Kiko                        | Prinzessin Kako         |
| Seine Kaiserliche Hoheit Prinz Hisahito     | 6. September 2006  | Rang 2 in der Thronfolge, Sohn von Kronprinz Fumihito und Kronprinzessin Kiko | Prinz Hisahito          |

Zweig Hitachi
| Anrede, Titel und Eigenname               | Geburtsdatum      | Anmerkungen                                                                  | Bild              |
| ----------------------------------------- | ----------------- | ---------------------------------------------------------------------------- | ----------------- |
| Seine Kaiserliche Hoheit Prinz Masahito   | 28. November 1935 | Rang 3 in der Thronfolge, Bruder des emeritierten Kaisers, Onkel des Kaisers | Prinz Masahito    |
| Ihre Kaiserliche Hoheit Prinzessin Hanako | 19. Juli 1940     | Gattin von Prinz Masahito                                                    | Prinzessin Hanako |

Zweig Mikasa
| Anrede, Titel und Eigenname               | Geburtsdatum      | Anmerkungen                                      | Bild              |
| ----------------------------------------- | ----------------- | ------------------------------------------------ | ----------------- |
| Ihre Kaiserliche Hoheit Prinzessin Nobuko | 9. April 1955     | Witwe von Prinz Tomohito                         | Prinzessin Nobuko |
| Ihre Kaiserliche Hoheit Prinzessin Akiko  | 20. Dezember 1981 | Tochter von Prinz Tomohito und Prinzessin Nobuko | Prinzessin Akiko  |
| Ihre Kaiserliche Hoheit Prinzessin Yōko   | 25. Oktober 1983  | Tochter von Prinz Tomohito und Prinzessin Nobuko | Prinzessin Yōko   |

Zweig Takamado
| Anrede, Titel und Eigenname                | Geburtsdatum  | Anmerkungen                                      | Bild               |
| ------------------------------------------ | ------------- | ------------------------------------------------ | ------------------ |
| Ihre Kaiserliche Hoheit Prinzessin Hisako  | 10. Juli 1953 | Witwe von Prinz Norihito                         | Prinzessin Hisako  |
| Ihre Kaiserliche Hoheit Prinzessin Tsuguko | 6. März 1986  | Tochter von Prinz Norihito und Prinzessin Hisako | Prinzessin Tsuguko |

### Vormalige Zweige des Kaiserhauses
Beim Tod eines kinderlosen Prinzen, dem die Erlaubnis zur Gründung eines eigenen Zweiges erteilt wurde, kann dessen Name lediglich seine Gattin weiterführen. Nach deren Tod wird der Zweig aufgelöst, was seit Kaiser Taishō bei dreien der Fall war.
Zweig Chichibu
| Anrede, Titel und Eigenname                | Geburtsdatum      | Sterbedatum     | Anmerkungen                                | Bild               |
| ------------------------------------------ | ----------------- | --------------- | ------------------------------------------ | ------------------ |
| Seine Kaiserliche Hoheit Prinz Yasuhito    | 25. Juni 1902     | 4. Januar 1953  | Sohn von Kaiser Taishō und Kaiserin Teimei | Prinz Yasuhito     |
| Ihre Kaiserliche Hoheit Prinzessin Setsuko | 9. September 1909 | 25. August 1995 | Gattin von Prinz Yasuhito                  | Prinzessin Setsuko |

Zweig Takamatsu
| Anrede, Titel und Eigenname               | Geburtsdatum      | Sterbedatum       | Anmerkungen                                | Bild              |
| ----------------------------------------- | ----------------- | ----------------- | ------------------------------------------ | ----------------- |
| Seine Kaiserliche Hoheit Prinz Nobuhito   | 3. Januar 1905    | 3. Februar 1987   | Sohn von Kaiser Taishō und Kaiserin Teimei | Prinz Nobuhito    |
| Ihre Kaiserliche Hoheit Prinzessin Kikuko | 26. Dezember 1911 | 18. Dezember 2004 | Gattin von Prinz Nobuhito                  | Prinzessin Kikuko |

Zweig Katsura
| Anrede, Titel und Eigenname              | Geburtsdatum     | Sterbedatum  | Anmerkungen                                                         | Bild            |
| ---------------------------------------- | ---------------- | ------------ | ------------------------------------------------------------------- | --------------- |
| Seine Kaiserliche Hoheit Prinz Yoshihito | 11. Februar 1948 | 8. Juni 2014 | Sohn von Prinz Takahito und Prinzessin Yuriko, hat nicht geheiratet | Prinz Yoshihito |

### Ausgeschiedene Mitglieder
Nach Vorgabe durch das Gesetz über die kaiserliche Familie scheiden weibliche Mitglieder aus dem Kaiserhaus aus, wenn sie bürgerlich heiraten. Dies ist der Fall bei den folgenden ehemaligen Mitgliedern:
| Bürgerlicher Name | Geburtsdatum       | Anmerkungen                                            | Bild            |
| ----------------- | ------------------ | ------------------------------------------------------ | --------------- |
| Atsuko Ikeda      | 7. März 1931       | Tante von Kaiser Naruhito                              | Atsuko Ikeda    |
| Takako Shimazu    | 2. März 1939       | Tante von Kaiser Naruhito                              | Takako Shimazu  |
| Yasuko Konoe      | 26. April 1944     | Cousine des emeritierten Kaisers Akihito               |                 |
| Masako Sen        | 23. Oktober 1951   | Cousine des emeritierten Kaisers Akihito               |                 |
| Sayako Kuroda     | 18. April 1969     | Schwester von Kaiser Naruhito                          | Sayako Kuroda   |
| Noriko Senge      | 21. Juli 1988      | Tochter von Prinz Norihito                             | Noriko Senge    |
| Ayako Moriya      | 15. September 1990 | Tochter von Prinz Norihito                             | Ayako Moriya    |
| Mako Komuro       | 23. Oktober 1991   | Tochter von Kronprinz Fumihito und Kronprinzessin Kiko | Prinzessin Mako |

## Erbfolge

### Grundsätzliches

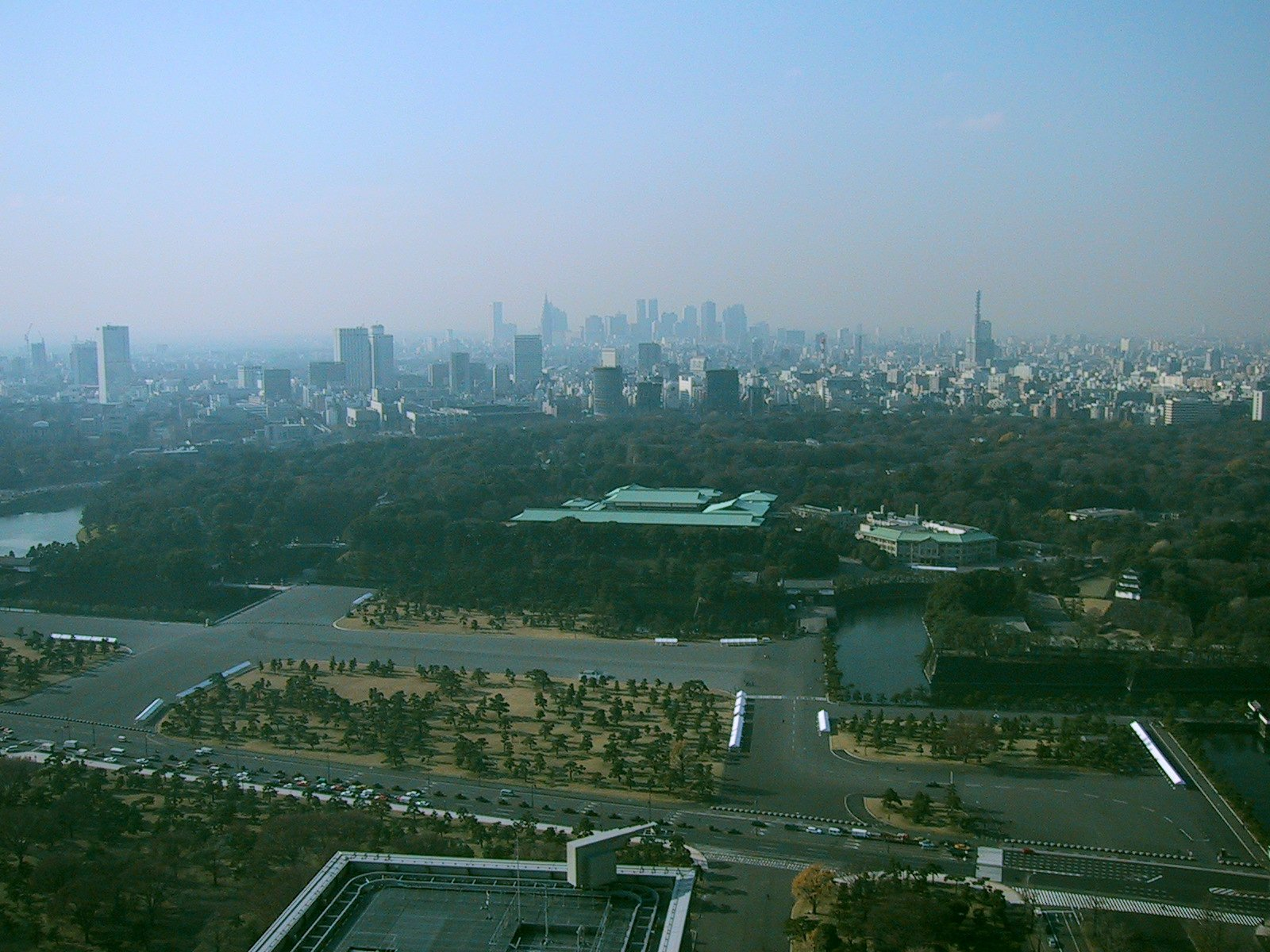
Kaiserpalast Tokio

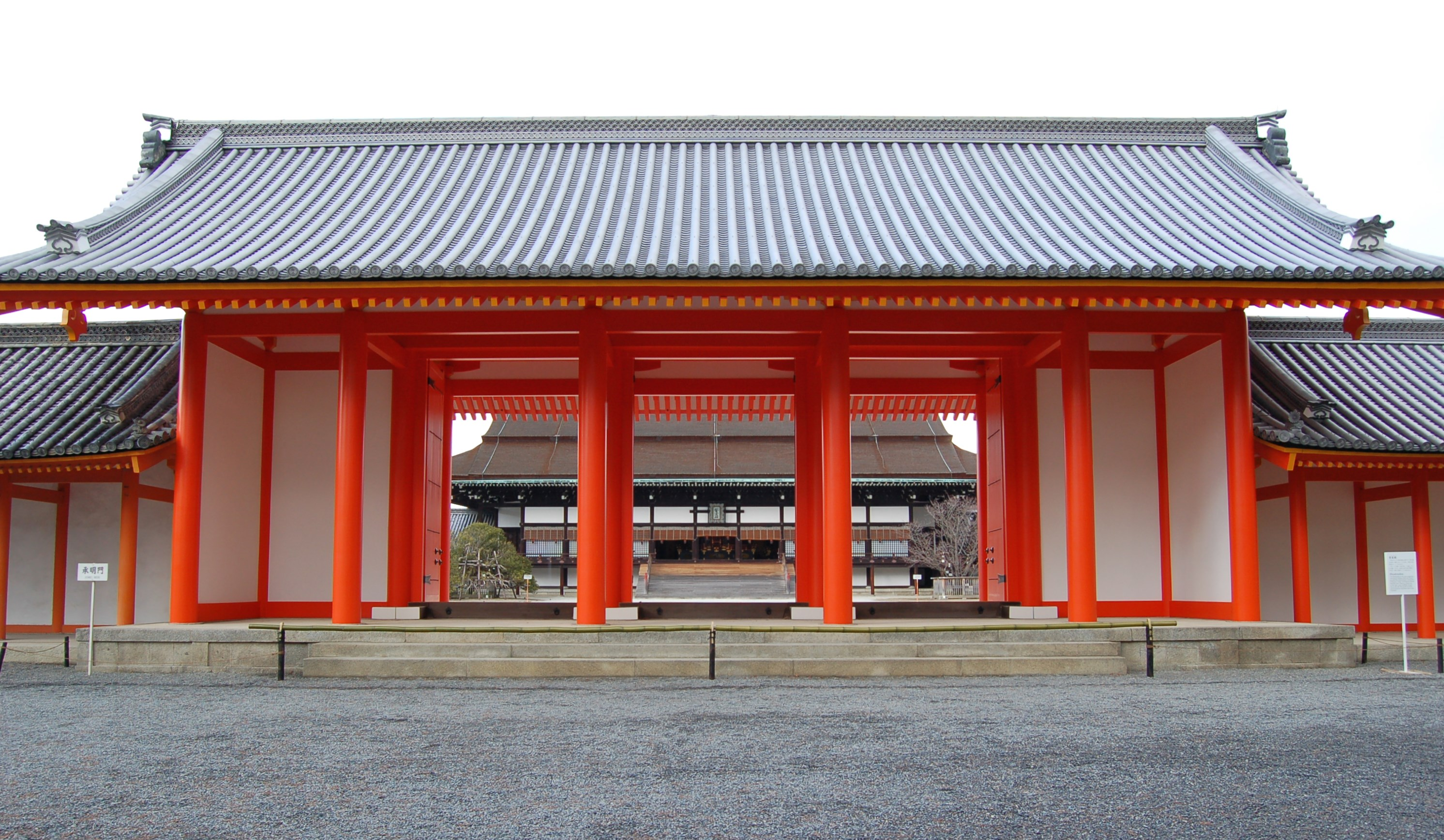
Kaiserpalast Kyōto

Historisch lief die Erbfolge zu Japans Chrysanthementhron generell über männliche Nachkommen der kaiserlichen Linie. Teilweise hat die kaiserliche japanische Dynastie ihre Langlebigkeit Konkubinatsbeziehungen zu verdanken, eine Praxis, die erst in der Taishō-Periode zum Ende kam. Die Japanische Monarchie besaß auch zu diesem Zweck bestimmte Nebenlinien (親王家, shinnōke). Blieb das Kaiserhaus ohne Erbe, konnte ein shinnōke-Haus einen Thronfolger stellen. In der Edo-Zeit gab es vier dieser Nebenlinien: Fushimi, Katsura, Arisugawa, und Kan’in. Kōkaku-tennō (regierte 1780–1817), Vorfahre in direkter Linie aller nachfolgenden Tennō, war ein Spross des Hauses Kan’in. Die Häuser Katsura und Arisugawa starben in den Jahren 1881, respektive 1913 aus. Ein Nachkomme des Hauses Fushimi wurde Oberhaupt des Hauses Kan’in im Jahre 1884. Das Haus Fushimi ist die Stammlinie von neun anderen sogenannten Prinzenhäusern (王家, ōke) der Kaiserlichen Familie während der Meiji-Zeit. Dieses Haus und seine Ableger wurden im Jahr 1947 in den bürgerlichen Status zurückgestuft.
Vor der Meiji-Restauration hatte Japan acht weibliche Tennō, regierende Kaiserinnen. Kaiserliche Töchter und Enkelinnen bestiegen den Thron jedoch nur als „Übergangslösung“. Sie alle dankten ab, sobald ein angemessener männlicher Nachfolger der männlichen Linie zur Verfügung stand. Drei dieser regierenden weiblichen Tennō, Suiko-tennō, Kōgyoku-tennō, und Jitō-tennō, waren Witwen verstorbener männlicher Tennō und selbst Prinzessinnen von Kaiserlichem Blut. Eine, Genmei-tennō, war Frau des Kronprinzen und kaiserliche Prinzessin. Die anderen vier, Genshō-tennō, Kōken-tennō, Meishō-tennō und Go-Sakuramachi-tennō, waren unverheiratete Töchter vorhergehender Tennō. Keine dieser weiblichen Tennō heiratete oder gebar Kinder, nachdem sie den Thron bestieg.
Artikel 2 der Meiji-Verfassung aus dem Jahre 1889 besagt: „Der Thron soll weitergegeben werden an männliche kaiserliche Nachkommen, nach den Vorgaben des Gesetzes über die kaiserliche Familie.“ Das Gesetz über die kaiserliche Familie von 1889 beschränkte die Thronfolge auf männliche Nachkommen und schloss weibliche Nachkommen explizit aus. Im Falle eines Aussterbens der männlichen Linie würde der Thron an die nächste Nebenlinie gehen, ebenfalls in der männlichen Linie. Wenn die Kōgō keinen Thronfolger gebar, konnte der Tennō eine Konkubine wählen, und der Sohn dieser Konkubine wäre als Thronfolger anerkannt. Dieses Gesetz, am selben Tag verkündet wie die Meiji-Verfassung, hatte einen gleichwertigen Status.
Artikel 2 der japanischen Verfassung besagt, dass „der Kaiserliche Thron dynastisch sein solle im Einklang mit dem vom Parlament verabschiedeten Gesetz über die kaiserliche Familie.“ Das Gesetz über die kaiserliche Familie vom 16. Januar 1947, erlassen in der 69. und letzten Sitzung des Kaiserlichen Parlaments, behielt den Ausschluss von weiblichen Regenten des Gesetzes aus dem Jahre 1889 bei. Die Regierung von Premierminister Yoshida Shigeru schusterte das Gesetz hastig zusammen, um es in Einklang mit der von Amerikanern geschriebenen Nachkriegsverfassung zu bringen, die im Mai 1947 in Kraft trat. Im Bestreben, die Größe der Kaiserlichen Familie unter Kontrolle zu halten, legt das Gesetz fest, dass nur legitime männliche Nachkommen in der männlichen Linie die Erbfolge antreten können, dass Prinzessinnen ihren Status verlieren, wenn sie außerhalb der Kaiserlichen Familie heiraten, und dass der Kaiser und andere Mitglieder der kaiserlichen Familie keine Kinder adoptieren dürfen.
Es drohte eine Nachfolgekrise, da seit 1965 kein männliches Kind in der kaiserlichen Familie geboren wurde. Nach der Geburt von Prinzessin Aiko gab es eine öffentliche Debatte darüber, das Gesetz über die Kaiserliche Familie zu ändern, um Frauen die Thronbesteigung zu ermöglichen. Im Januar 2005 berief Premierminister Koizumi Junichiro eine Kommission von Richtern, Universitätsprofessoren und öffentlichen Angestellten ein, um mögliche Änderungen des Gesetzes zu sondieren und Gesetzesvorschläge auszuarbeiten. Eine der Optionen war, Frauen in der männlichen Linie der kaiserlichen Nachfolge die Inthronisierung zu ermöglichen.
Mit dem Prinzen Hisahito, der durch seine Geburt am 6. September 2006 an die dritte Stelle der japanischen Thronfolge trat (und mittlerweile Platz 2 innehat), ist die Debatte über die Thronfolge zumindest vorerst beendet.

### Aktuelle Erbfolge
1. Seine Kaiserliche Hoheit Kronprinz Fumihito von Akishino, zweiter Sohn des emeritierten Tennō, Bruder des gegenwärtigen Tennō
2. Seine Kaiserliche Hoheit Prinz Hisahito von Akishino, Sohn Kronprinz Akishinos
3. Seine Kaiserliche Hoheit Prinz Hitachi (Masahito), Bruder des emeritierten Tennō, Onkel des gegenwärtigen Tennō

Kaiser Naruhito hat eine Tochter (Aiko), Kronprinz Akishino hat zwei Töchter (Mako und Kako) und seit dem 6. September 2006 auch einen Sohn (Hisahito). Es ist das erste Mal seit 1965, dass wieder ein Junge in die Familie von Akihito geboren wurde, deren Dynastie andernfalls in männlicher Linie auszusterben drohte. Der Onkel des Tennō, Prinz Hitachi, ist kinderlos. Den Platz hinter Prinz Hitachi hatte der am 27. Oktober 2016 verstorbene Prinz Mikasa (Takahito), Großonkel des gegenwärtigen Tennō, eingenommen. Von seinen drei Söhnen hat Prinz Tomohito zwei Töchter, (Akiko und Yōko), Prinz Katsura ist kinderlos, und Prinz Takamado hat drei Töchter (Tsuguko, Noriko und Ayako).

## Geschichte der Titel
王, gelesen Ō und üblicherweise als Prinz übersetzt, ist der Titel, den männliche Mitglieder der Kaiserlichen Familie tragen, die nicht den höheren Titel Shinnō (親王) tragen. Das weibliche Äquivalent ist Nyoō (女王). Das Schriftzeichen 王 kann historisch auch als König übersetzt werden. Diese doppelte Bedeutung wurde aus dem Chinesischen in das Japanische übertragen. Anders als in China wurde 王 jedoch nur für Mitglieder der kaiserlichen Familie verwendet. Analog können die Schriftzeichen von Nyoō auch Joō gelesen werden, was dann Königin bedeuten würde.

Der enge Kreis der kaiserlichen Familie im Jahr 1900. V. l. n. r.: Kane, Teimei, Fumi, Meiji, Yasu, Shōken, Taishō und Tsune.

Vor der Meiji-Zeit trug jedes männliche Mitglied der Kaiserlichen Familie den Titel Ō, wobei Shinnō und das weibliche Äquivalent Naishinnō (内親王, 内 steht dabei für innen) besondere, vom Kaiser verliehene Titel waren. Nach der Meiji-Restauration wurde die Bedeutung von Ō und Shinnō verändert. Shinnō und Naishinnō waren legitime Nachkommen eines Tennō bis zum Urenkel. „Legitim“ schließt in diesem Fall all diejenigen aus, die nicht in direkter männlicher Linie abstammen, sowie die Nachkommen derjenigen, die ihre Mitgliedschaft im Kaiserhaus aufgegeben haben oder ausgeschlossen wurden. Die Oberhäupter der Prinzenhäuser, der Shinnōke (親王家), trugen ebenfalls den Titel Shinnō. Ein Gesetz, das allerdings nie angewendet wurde, besagte, dass, sollte ein Oberhaupt eines Prinzenhauses den Chrysanthementhron besteigen, seine Brüder und Nachfahren ebenfalls in den Rang eines Shinnō erhoben würden. Der Tennō konnte den Titel Shinnō auch verleihen. Nach 1947 wurde das Gesetz geändert, so dass nurmehr die Kinder und Enkel des Kaisers den Titel Shinnō tragen durften. Das Kaiserhaus wurde weiterhin dadurch verkleinert, dass die Ōke und Shinnōke ihren Status verloren.
Seit der Änderung des Gesetzes über den kaiserlichen Haushalt im Juni 2017 infolge der Abdankung Akihitos existieren zusätzlich die Titel Jōkō (上皇; „emeritierter Kaiser“) mit dem weiblichen Äquivalent Jōkōgō (上皇后, „emeritierte Kaiserin“) sowie Kōshi (皇嗣, „Kronprinz“) bzw. Kōshihi (皇嗣妃, „Kronprinzessin“).
Die Gemahlin eines Ō oder Shinnō fügt das Suffix -hi (妃) an ihren Titel an und ist somit Ōhi bzw. Shinnōhi.

## Flaggen

Standarte des Kaisers
Standarte des emeritierten Kaisers
Standarte der Kaiserin, emeritierten Kaiserin, Kaisermutter und Kaisergroßmutter
Standarte des Regenten (sesshō), weißer Außenrand
Standarte des Kronprinzen, wenn dieser nicht Sohn des Kaisers ist
Standarte des Kronprinzen und ältesten männlichen Enkels
Standarte der Kronprinzessin und der Frau des ältesten Enkels
Standarte der kaiserlichen Familie